# Бартош Змарзлік
Бартош Змарзлік (нар. 12 квітня 1995, Щецин) — польський спідвеїст, вихованець і гонщик (2011-2022), а також капітан (2019-2022) «Сталі» з Гожув-Велькопольського. З сезону 2023 гонщик  «Мотору Люблін». Він також їздить у шведській лізі, де виступає за Lejonen Speedway.
Три рази ставав особистим чемпіоном світу (2019, 2020, 2022 , особистий чемпіон світу серед юніорів (2015), особистий чемпіон Європи серед юніорів (2012), триразовий командний чемпіон світу (2016, 2017, 2023), командний чемпіон Європи (2022, 2023 ), чотирьохразовий чемпіон світу серед юніорів (2012, 2014, 2015, 2016) і дворазовий чемпіон Європи серед юніорів (2013, 2014). Дев'ятиразовий призер командних чемпіонатів Польщі, в тому числі дворазовий золотий (2014, 2016) та дворазовий особистий чемпіон Польщі (2021, 2022). Він п’ять разів завершував сезон у найвищій польській лізі з найкращим Середнім показником пунктів у заїзді серед інших гонщиків (2016, 2017, 2018, 2021, 2022).
У 2019 році він став третім поляком після Єжи Щакєля та Томаша Голлоба, який здобув титул особистого чемпіона світу. У 2020 році він став третім гонщиком в історії циклу Гран-прі — після Тоні Рікардссона та Нікі Педерсена — який захистив цей титул.

Його індивідуальний стартовий номер-95.